# Allen Stack
Allen McIntyre Stack (* 23. Januar 1928 in New Haven; † 12. September 1999 in Honolulu) war ein US-amerikanischer Schwimmer.
Bei den Olympischen Spielen 1948 in London wurde er über 100 m Rücken Olympiasieger. Außerdem stellte er zwischen 1948 und 1951 sechs Weltrekorde und 22 Amerikanische Rekorde auf. Bei den Olympischen Spielen 1952 in Helsinki musste er aufgrund eines Unfalls mit einem Motorboot mit einem Verband antreten, so dass er die Medaillenränge knapp verpasste. Im Jahr 1979 wurde er in die Ruhmeshalle des internationalen Schwimmsports aufgenommen.
Allen Stack starb 1999 an Knochenkrebs.